# 交通反則通告制度

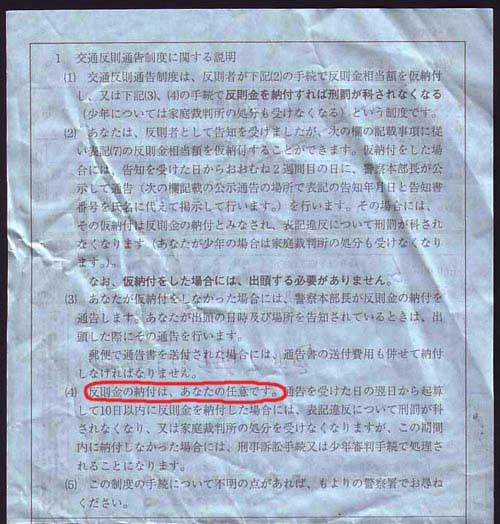
交通反則告知書（いわゆる青キップ）「反則金の納付は任意」反則金を納付すること、刑事手続にするかの選択権（裁判を受ける権利。日本国憲法第32条で保障されている）は、違反者自身にある。それを明確にするため、「任意」であると明確に表示してある。

交通反則通告制度（こうつうはんそくつうこくせいど）とは、自動車（重被牽引車を含む）または原動機付自転車を運転中の軽微な交通違反（「反則行為」）につき、反則行為の事実を警察官または交通巡視員により認められた者が、一定期日までに法律に定める反則金を納付することにより、その行為につき公訴を提起されず、又は家庭裁判所の審判に付されないものとする道路交通法第125条から第132条に定められる制度である。反則金制度、あるいは切符の色から青切符制度とも呼ばれる。

## 概要
自動車交通の増大に伴い、道路交通法違反事件の件数が飛躍的に増大し、これが検察庁・裁判所の活動を著しく圧迫するに至った為、これらの機関の負担を軽減すべく1968年（昭和43年）7月に制度化された。類似の制度として、交通反則通告制度制定前から国税犯則取締法、関税法、地方税法に基づく通告処分制度が存在している。
軽微な交通違反者に対して、すべて刑事訴訟法に基づく刑事手続（または少年保護手続）を行うことは、現実的に検察・裁判所側の処理能力を圧迫する。また、軽微な違反ですべて正式な刑事手続による処分を課すことが法の主目的ではない。 そこで、行政上の観点（抑止効果による交通違反の減少）から、軽微な違反については、刑事訴訟法に基づく刑事手続をとる前に、この交通反則通告制度によって行政処分を課すこととし、当該処分を（自ら選択して）受けた者については、その反則行為につき刑事手続・少年保護手続を受けることのないようにしたものである。当初は少年には適用されない定めだったが、1970年の「道路交通法の一部を改正する法律(昭和45年法律第86号)」で少年についても適用がされるとなった。
反則行為について、後述の適用除外に該当する場合を除いて、告知・通告手続がなされないまま、刑事訴追がなされた場合は、刑事訴訟法338条4号に該当して判決による公訴棄却となるので、反則行為について処罰するためには必ず告知・通告の手続を経ることが必要となる（道路交通法第130条）。
なお、反則金を納めた者は、その反則行為に対する通告処分について、行政不服審査法による審査請求をし、又は行政訴訟で争うことができなくなる。従って、反則行為について争う場合は反則金を納付してはならない。

## 違反処理の流れ

### 告知
警察官または交通巡視員は、反則者（反則行為を行った者）があると認めるときは、その者に対し、通常は現場において、交通反則告知書により反則行為の告知を行う。ただし、交通巡視員は、駐車および停車に関する反則行為についてのみ同様の告知をする。駐車監視員は車両に人が乗っていない放置駐車違反の確認業務のみを行うため、駐車違反についても反則行為の告知はできない。なお、告知書には反則金の仮納付のための書類が付属している。
交通反則告知書とは、交通反則事件を処理するために使用される書式のこと。交通切符とも呼ばれる。青い紙に書式が印刷されている、いわゆる「青切符」。交通反則告知書、交通反則通告書等が一組に綴じられており、告知または通告の際に使用される。
なお、反則行為に該当しない道路交通法違反（非反則行為、および重被牽引車を除く軽車両（自転車等）の運転者または歩行者による違反行為全般）については、交通切符（赤い紙に書式が印刷されている、いわゆる赤切符、告知票）が交付される場合がある。
交通切符には、警察および簡易裁判所等への出頭に関する情報が記載されている。この青切符・赤切符の代表的な違いとして、前科が付くか付かないかの違いが挙げられる（道路交通法第125条）。なお、軽車両・歩行者全般で赤切符となる理由は、軽車両・歩行者自体に反則制度が存在しないからである。
道路交通法違反事件において、違反者の居所又は氏名が明らかでないとき、また逃亡するおそれがあるとき、交通切符の受領を拒否するとき、違反の態様が重大であるとき、その他悪質であると判断した時は、逮捕・補導などが行われることもある。交通切符の交付を受けて理由無く出頭要請に応じない場合、また交通反則通告制度における告知または通告を受けた行為について同制度が適用されない結果として、刑事手続・少年保護手続で出頭要請を受けた場合において、その受けた後に理由無く出頭しない場合などで、特に悪質であると判断した時も同様である。

#### 署名・押印
複写式の用紙の2枚目に署名欄があり、その右横に押印欄がある。印鑑を所持していない場合には指印の押捺を求められるが、これらは法令に基づく強制的なものではなく、任意であり、違反者本人が供述書欄を作成したことを明らかにするために行われている。例えば、反則者が違反に納得できない腹いせなどで署名を拒否するようなことも考えられるが、署名は手続きに必要なものではないため、署名拒否によって問題が発生することはなく、署名拒否した反則者も交付された納付書で反則金を納付することができる。

### 仮納付
違反切符の作成が終わり、供述書欄に署名・押印（または、これらを拒否し省略）した後に、警察官・交通巡視員により交通反則告知書と反則金の納付書を渡される。
反則者は、違反の事実や反則金の額について争わない場合は、その日を含めて8日以内（その翌日から起算して7日以内）、期間の末日が日曜日、土曜日、国民の祝日に関する法律に規定する休日、年末年始（12月31日 - 1月3日）に該当する場合には、これらに該当しなくなる日まで（以下、通告に係る納付期限についても同様）に、反則金を仮納付することができ、この場合はその時点で手続きが終わる。違反について争う場合は、支払期限まで反則金を支払わず放置することで、自動的に次の段階に進む。

### 通告
警視総監又は道府県警察本部長は、警察官・交通巡視員による告知に係る反則行為が有ったことを確認したものとして、反則行為の通告を行う。通告は、告知書にある出頭の期日及び場所に反則者が出頭して受けることができる。なお、反則金の仮納付があった場合には、通告は公示通告によるため、出頭は不要である。
ただし、ここでは必ずしも出頭する必要はなく、反則金を仮納付しなかった反則者が出頭して通告を受けなかった場合は、反則者に対して、改めて通告書と反則金の納付書を送付することにより通告を行う。この場合の納付書には、本来の反則金の金額に、通告書の送付費用が上乗せされる。送付は一般書留と配達証明等による。送付による通告は、通告書に記載されている通告の日付と、実際に通告書を受領した日の、いずれか遅い方の日になされたものとされる。

### 納付・処理
反則金を仮納付しなかった反則者は、通告を受けた後、反則金と送付費用を合わせた額を納付（本納付）するか、納付せず期限まで放置するかを再び選択することになる。
違反の事実や反則金の額について争うつもりがなく、前述の反則金の仮納付をした場合、もしくは仮納付をせず、反則行為の通告を受け、その日を含めて11日以内に、反則金の本納付をした場合には、その反則行為につき刑事手続・少年保護手続を受けることがない（公訴を提起されず、又は家庭裁判所の審判に付されない）。反則行為をしてから、反則行為の通告の後の反則金の納付の期限が過ぎるまでの期間も同様である。ただし、下部の適用除外の場合を除く。
反則金とは、交通反則通告制度に基づき課される行政上の制裁金であり、道路交通法に違反したもののうち、軽微な違反である反則行為に該当すると判断された者が、刑事手続を免れる代わりに金銭を国庫に納付する制度である。
日本国憲法第32条に定められた「裁判を受ける権利」の観点から、摘発を受けた国民が当該摘発事実について裁判手続の中で争う方法を確保しなければならないため、告知に従い反則金を納付をするかどうかについては、反則者自身が選択できる。納付を行えば刑事手続には移行しない。任意に納付をせず、期限まで放置すれば自動的に刑事手続に移行し、指定場所に出頭して正式裁判を希望することで、違反の事実や量刑について裁判で争うことができる。
違反処理の呼び出しに応じず、再三にわたる出頭要請を幾度となく無視し続けた長期未出頭者に対しては、逮捕状が請求されることがある。

## 制度の特徴
混同されやすいが、裁判の結果「有罪」と判決で言い渡される科料・罰金とは、その法的性質を異にしている。しかし、通告に応じない場合は刑事手続きに移行するという点では、行政上の秩序罰と刑事罰の中間に位置しているとも言える、極めて特殊な制度である。
「交通反則者納金」には、年度初めに予算が立てられ、「内閣府、総務省及び財務省所管　交通安全対策特別交付金勘定」によると、平成23年度の「予定額」は737億円（73,705,163千円）である。「交通安全対策特別交付金等に関する政令」第四条（交付金の額）によると、この特別交付金の「都道府県基準額」「指定都市基準額」「市町村基準額」の算定式はそれぞれ分子に「当該都道府県における交通事故の発生件数」「当該指定都市における交通事故の発生件数」「当該市町村における交通事故の発生件数」が入っており、事故が発生件数が増えるほど交付金額が増額され、事故が減るほどに交付金額が減額される算定式になっている。
「内閣府、総務省及び財務省所管 交通安全対策特別交付金勘定」の財源（＝歳入）は「交通反則者納金」であり、支出項目は「交通安全対策特別交付金」である以上、その両者がほぼ同額になるよう調整されることは、予算編成上不可避である。
通告はあくまで行政庁の行為であることから、これに対して行政訴訟（抗告訴訟）を提起して、処分取消を求め、納付した反則金を取り戻すことができるかが問題となる。この点について、判例（最高裁判所第一小法廷昭和57年7月15日判決）は次のように、否定的に述べている。
「道路交通法は、通告を受けた者が、その自由意思により、通告に係る反則金を納付し、これによる事案の終結の途を選んだときは、もはや当該通告の理由となった反則行為の不成立等を主張して通告自体の適否を争い、これに対する抗告訴訟によってその効果の覆滅を図ることはこれを許さず、右のような主張をしようとするのであれば、反則金を納付せず後に公訴が提起されたときにこれによって開始された刑事手続の中でこれを争い、これについて裁判所の審判を求める途を選ぶべきであるとしているものと解するのが相当である」
反則金の納付は、告知書に記載された期日までに、金融機関（日本銀行およびその歳入代理店（歳入副代理店を含む）である市中銀行や郵便局（現在ではゆうちょ銀行の代理店の資格である）など）を通じて行う。
納付された反則金は、銀行や郵便局を通じて国に納められた後、各都道府県や市町村に交通安全対策特別交付金として交付され、信号機、道路標識、横断歩道橋などの交通安全施設の設置費用として使用される。2018年のデータでは、本制度による通告件数が574万3164件、反則金の納付率が98.6%、納付された反則金の総額は約508億2806万円となっている。なお、反則金の納付率であるが本制度の導入以来常に95%以上を保っており、ほとんどの違反者が煩雑な刑事手続を避けて反則金を納付し、違反処理を終結させていることがうかがえる。

## 適用除外
「無免許運転、大型自動車等無資格運転、酒酔い運転、麻薬等運転、酒気帯び運転に該当する場合、または反則行為をし、よつて交通事故を起こした者は、反則行為および交通反則通告制度の対象外となり、同制度上の通告を受ける事はない」と定められている。告知において反則者の居所又は氏名が明らかでないとき、また逃亡するおそれがあるときもまた同様で、その場で現行犯逮捕されることがある。また、告知または通告において、反則者がそれらの書面の受領を拒否した場合（ここで、書面への署名捺印の拒否は書面の受領の拒否には当たらない）、居所が明らかでないときにも、同様に、同制度上の告知または通告を受けることはない。
また、道路交通法違反行為のうち、そもそも反則行為に該当しない行為や、重被牽引車を除く軽車両（自転車等）の運転者によるもの、歩行者や運転者以外の者によるものについては、そもそも交通反則通告制度の対象外である。ただし、自転車については道路交通法改正施行により、交通反則通告制度を導入することが決まっており、2026年（令和8年）4月1日から導入する方針である。
なお、交通反則通告制度における通告を受けた行為について同制度が適用されない結果として、少年保護手続を受けた場合においては、家庭裁判所において、改めて交通反則通告制度上の反則金を超えない額の反則金としての納付を指示することもある。なお、道路交通法上は、家庭裁判所は、通常科される政令で委任された反則金額でなく、道路交通法別表第二で規定された反則金の限度額の範囲内で納付を指示することが可能である。少年法上、反則行為のうち、罰金以下の刑に処せられる行為に関しては逆送はできないこととされている。
交通反則通告制度における告知または通告を受けた行為について同制度が適用されない結果として、刑事手続を受けた場合においても、引き続いて交通事件即決裁判手続、略式手続または公判廷において科される刑罰は、判例では交通反則通告制度上の反則金を超えない額の罰金又は科料となることが通例である。ただし、訴訟その他の費用についてはこの限りではない。また、この通例は法律で当然に予定されているものでもなく、法律上は道路交通法で定められた法定刑の範囲内で裁判所は独自に被告人を懲役刑に処したり、罰金や科料の金額を定めることはできる。

## 関連通達
交通反則通告制度の運用に当たっての留意点として、「交通指導取締り等の適正化と合理化の推進」（昭和42年8月1日付警察庁乙交発第7号通称「42.8.1通達」）と題する通達が、警察庁より発出されている（ただし本通達そのものはすでに失効）。
「交通指導取締り等については、従来からその適正化と合理化の推進に留意してきたところであるが、今回の法改正、特に交通反則金制度の新設は交通違反事件の処理手続きに関する画期的な改正であり、その円滑にして適正な実施を図るために警察に課せられた責務はまことに重大であるので、その実施に当たっては従来にもまして国民の信頼と支持をうる指導取締りの推進に努めなければならない。かかる観点から、先般、交通取締りに関する臨時監察を実施したところ、なお改善を要する点がみられ、また衆参両議院の地方行政委員会が、改正法に対する附帯決議のなかで、交通反則通告制度の円滑な運用を期すため、交通指導取締りの適正を図るべきことを指摘しているところでもあるので、この際つぎの諸点に留意して、交通指導取締り等の適正化と合理化の徹底を期されたい。
交通取締り指導のあり方
交通指導取締りにあたっては、いわゆる点数主義に堕した検挙のための検挙あるいは取締りやすいものだけを取締る安易な取締りに陥ることを避けるとともに、危険性の少ない軽微な違反に対しては、警告による指導を積極的に行うこととし、ことさら身を隠して取締りを行ったり、予防または制止すべきにもかかわらず、これを黙認してのち検挙したりすることのないよう留意すること。（一部抜粋）」